# Az Egyesült Nemzetek Szervezete Biztonsági Tanácsának 1718. számú határozata
Az Egyesült Nemzetek Szervezete Biztonsági Tanácsának 1718. számú határozatát az ENSZ BT 2006. október 14-én egyhangúlag fogadta el. Az ENSZ Alapokmányáénak VII. fejezete értelmében elfogadott határozat Észak-Korea ellen a 2006. október 9-i atomkísérletekre válaszul gazdasági és kereskedelmi szankciókat vezetett be.

## Előírások
A határozat előírásai között szerepeltek a következő rendelkezések:
- Észak-Korea nem végezhet több nukleáris kísérletet, nem indíthat több ballisztikus rakétát, fel kell függesztenie minden, a ballisztikus fegyverkezést segítő programot, és meg kell semmisítenie minden atomfegyverét és visszavonhatatlanul abba kell hagynia nukleáris programját.
- Ezen felül a Koreai Népi Demokratikus Köztársaságnak azonnal vissza kell térnie a hatoldalú tárgyalásokhoz.
- Az Észak-Koreába tartó vagy onnan induló tengeri árufuvarokat meg lehet állítani, hogy azokat átvizsgálják, hogy szállítanak-e tömegpusztító fegyvereket vagy azok előállításához szükséges anyagokat. (Azonban a tagállamok nem vállalták, hogy ilyen akciót végre is fognak hajtani.)
- Megtiltották hadi tankok, fegyveres támadó harckocsik, nagy kaliberű tüzérségi rendszerek, harci repülőgépek, támadó helikopterek, hadihajók, rakéták vagy rakétarendszerek illetve az ezekhez szükséges vagy ezekhez kapcsolódó felszerelések – így például pótalkatrészek – exportját és importját. Ezen kívül minden olyan termékkel tilos kereskedni, melyről ezt állapítja meg a szankcióval foglalkozó bizottság.
- Az ENSZ tagállamainak be kell fagyasztania minden olyan ember és vállalat külföldön lévő eszközeit, aki/ami a KNK fegyverkezési programjában részt vesz. A programban részt vevő alkalmazottak és családtagjaik nem utazhattak külföldre.
- Az ENSZ tagállamainak tilos luxustermékeket exportálnia Észak-Koreába.[1]

## A szankciókat felügyelő bizottság
Az ENSZ minden tagállamának 30 napon belül jeleznie kell, mennyire alkalmazza már a határozat előírásait. A határozat rendelkezik egy bizottság felállításáról is, melynek feladata a szankciók betartásának ellenőrzése. Erről az ENSZ BT mindig éppen aktuális 15 tagjából álló bizottság minden 90 napban jelentést tesz.

## Végrehajtása
Bár a határozat az ENSZ Alapokmánya VII. fejezetére hivatkozik, mely lehetőséget biztosít, hogy a határozat előírásait kikényszerítsék, ezen igények érvényesítéséhez nem lehet fegyveres erőket alkalmazni. Az ENSZ Biztonsági Tanácsa már régebben eldöntötte, hogy ebben a kérdésben egységesen fog határozni, hogy így jelezzék Phenjannak, mennyire elítélik az elszigetelődött ország nukleáris terveit, de a határozat végrehajtását illetően nézetkülönbségek alakultak ki. Kína és Oroszország aggodalmának adott hangot atekintetben, hogy a teherszállítmányok átvizsgálása összetűzéshez vezethet az észak-koreai haditengerészettel. Kína a határozat elfogadása után kijelentette, hogy ilyen ellenőrzésben nem fog részt venni. Az USA nem fogadta el, hogy minden haditechnikai felszerelés importját megtiltsák. A végleges szavazást eltolták, hogy kialakítsanak egy kompromisszumos szöveget.
2006. november 16-án a francia kormány törvénybe iktatta a határozatot, s így északi-koreai hajókat nemzetközi vizeken is át lehetett vizsgálni.

## Észak-Korea reakciója
Észak-Koreának az ENSZ-hez delegált követe, Pak Gil Job miután elmondta, hogy Phenjan teljes mértékben ellenzi a semmivel nem indokolható határozatot, kiment a teremből. Azt mondta, ez egy alvilági módszerekkel elfogadott kényszerítő határozat, s ellenezte azt a nyomást, amit az USA gyakorol Észak-Koreára. "Amennyiben az Egyesült Államok növeli a Koreai Népi Demokratikus Köztársaságra nehezedő nyomást, a KNDK továbbra is fizikai ellenintézkedéseket fog tanúsítani, és ezt hadüzenetnek fogja tekinteni."
Az Egyesült Államok akkori nagykövete, John R. Bolton azt mondta, három hónapon belül ez volt a második alkalom, hogy Észak-Korea képviselője visszautasította a Biztonsági Tanács egyhangú döntését, és hogy ezt követően kiment a teremből. (A másik alkalom az Egyesült Nemzetek Biztonsági Tanácsának 1695. határozata volt.) A továbbiakban hozzátette, hogy "Ez annak a megfelelője, mikor Nyikita Hruscsov cipővel verte az Általános Tanács szónoki emelvényét."
2006. október 17-én Észak-Korea bejelentette, hogy mikor szankciókat vezetett be az ország nukleáris kísérletére válaszul, lényegében az Egyesült Nemzetek Szervezete hadat üzent az ország ellen. A KDNK külügyminisztere azt mondta, Észak-Korea békét akar, de nem fél a háborútól. A központi Koreai Hírügynökség által kiadott közlemény szerint Észak-Korea "irgalmatlan nagyot fog ütni," ha szuverenitását megsértik.

## Fordítás
- Ez a szócikk részben vagy egészben  az   United Nations Security Council Resolution 1718 című angol Wikipédia-szócikk ezen változatának fordításán alapul.  Az eredeti cikk szerkesztőit annak laptörténete sorolja fel. Ez a jelzés csupán a megfogalmazás eredetét és a szerzői jogokat jelzi, nem szolgál a cikkben szereplő információk forrásmegjelöléseként.

## Külső hivatkozások
- A Biztonsági Tanács elítéli a Koreai Népi Demokratikus Köztársaság (KNDK) nukleáris kísérleteit. (Az ENSZ BT sajtóközleménye a határozat szövegével.
- 1718. határozat angolul
- Az ENSZ videó felvétele a Biztonsági Tanács szavazásáról
- Pyongyang and Proliferation: The UN North Korea Resolution Archiválva 2012. február 8-i dátummal a Wayback Machine-ben, JURIST